# Fiat Stilo
Fiat Stilo je kompaktni automobil koji se proizvodi od 2001. godine, a dostupan je kao hatchback s troja ili petora vrata, te kao karavan. Kada se pojavio na tržištu, Stilo je smijenio modele Bravo i Brava.
Motori koji su bili u ponudi su benzinski: 1.2(59KW-80KS), 1.6(75KW-103KS), 1.8(97KW-133KS) i abarth 2.4(125KW-170KS). Od dizel motora to su: 1.9JTD(59KW-80KS,85KW-116KS i 1.9 MultiJET 8v (74KW-101KS,88KW-120KS i 16v 103KW-140KS,110KW-150KS). Abarth verzija ima petocilindrični motor u kombinaciji sa selespeed mjenjačem koji autu omogućuje ubrzanje 0-100 za 8,5 sekundi uz maksimalnu brzinu 250km/h.